# Liste der hanseatischen Gesandten in Spanien
Dies ist eine Liste der Gesandten und bevollmächtigten Minister der drei freien Hansestädte Bremen, Hamburg und Lübeck beim spanischen Hof in Madrid (1649 bis 1837).

## Geschichte

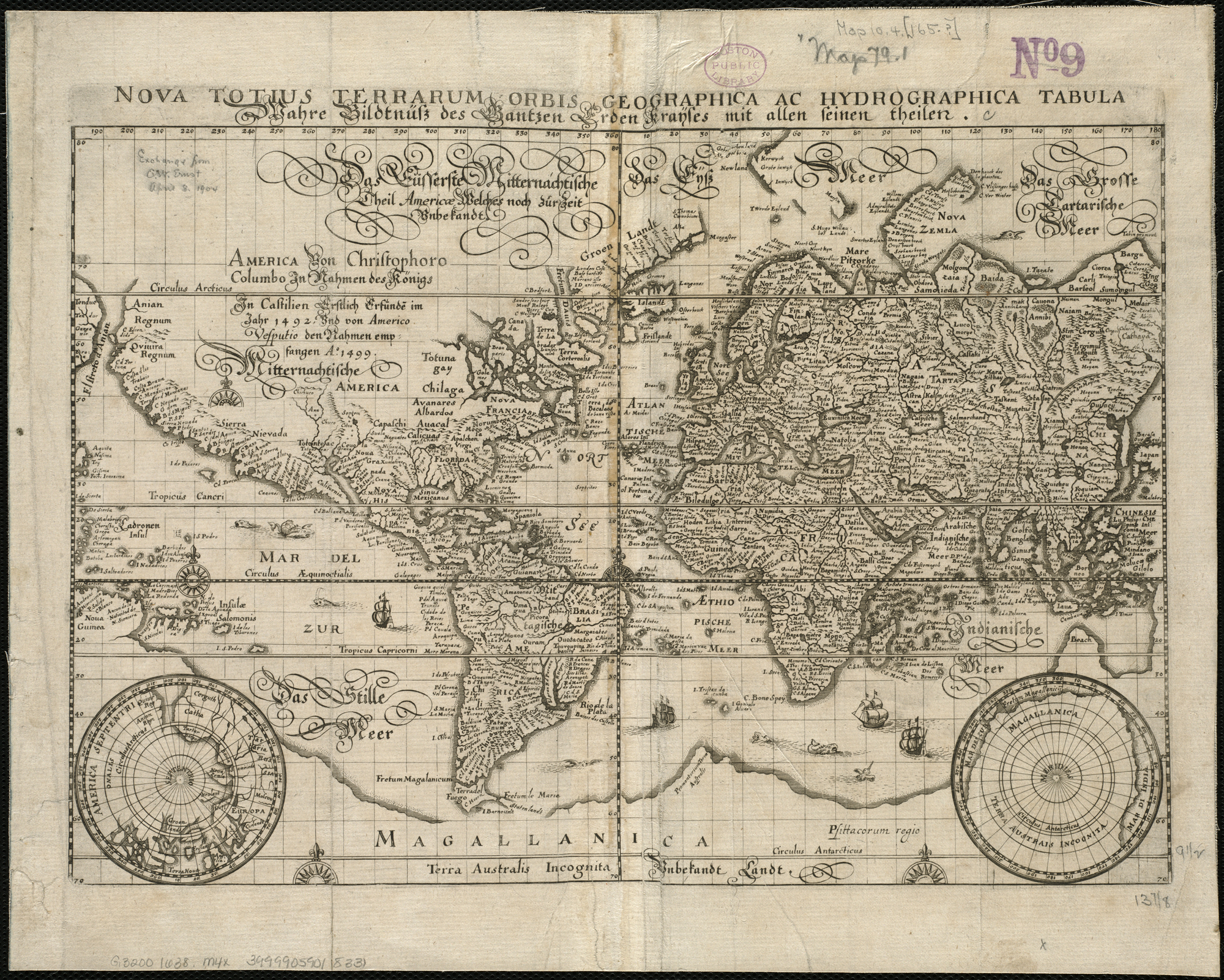
„Wahre Biltnüss des gantzen Erden-Kraÿses mit allen seinen Theilen“
Karte von Matthäus Merian (um 1638) 250 × 360 mm, aus dem Bestand der Boston Public Library

Bis zum Ende des Mittelalters liefen die hansisch-iberischen Handelsbeziehungen über den Hansekontor in Brügge. Erst mit der Entdeckung Amerikas (1492) und dem sich infolgedessen, seit Mitte des 16. Jahrhunderts entwickelnden, nord- und mitteleuropäischen Nachfragedruck nach spanischen Kolonialwaren, suchten die Hansestädter nach Wegen zu direkten Handelsbeziehungen mit Spanien und seinem Kolonialreich. 1606 reiste der Lübecker Ratsherr Heinrich Brockes I. gemeinsam mit den Amtskollegen Arnold von Holten aus Danzig und Hieronymus Vogler aus Hamburg sowie dem Hansesyndicus Johann Domann begleitet von dem Reisesekretär Johannes Conradus und umfangreicher Dienerschaft an den Hof König Philipps d. III. nach Madrid und schloss dort einen Handelsvertrag. Dieser Vertrag hatte keinen völkerrechtlichen Charakter, ebnete hanseatischen Kaufleuten aber einen direkten Zugang zum spanischen Überseehandel. Die Gesandtschaft wurde durch die sogenannten Hispanischen Kollekten finanziert. In den darauffolgenden Jahren fungierte von 1607 bis 1614 erst der aus Lübeck stammende Hans Kampferbeke als hansischer bzw. deutscher Konsul für Spanien, Portugal, Algerien und Galicien an den Höfen von Lissabon und Madrid, dann in den 1630er Jahren der aus Hamburg stammende Augustin Bredimus, und Ende der 1640er Jahre der aus Münster stammende Bernhard Timmerscheidt.
Um tatsächlich eigenständige Beziehungen mit Spanien aufzubauen, mussten von den Hansestädten noch eine Reihe von Hindernissen überwunden werden: anders als in England oder Frankreich, sah sich der spanisch-habsburgische Hof in Madrid in einer dynastischen und katholischen Allianz mit dem kaiserlich-habsburgischen Hof in Wien; darüber hinaus gab es – wie zu dieser Zeit vielerorts in Europa – allgemeine Vorbehalte gegenüber Andersgläubigen, und das spanische Gesandtschaftsrecht sah nur „Nationen“ als völkerrechtfähige Subjekte an. Schließlich ebnete der Westfälische Friede (1648) den Weg zum Abschluss eines erneuten, für die Hansestädte mit den besten Handelskonditionen ausgestatteten Handelsvertrages (1648), protestantische Hanseaten wurden (ähnlich wie Niederländer) als „Nation“ anerkannt, und 1649 wurde unter dem „Generalprokurator“ Walter Delbrügge eine ständige Mission am spanischen Hof eingerichtet. Die Hanseatische Mission war zu diesem Zeitpunkt – neben der kaiserlichen Botschaft – die einzige deutsche Auslandsvertretung in Spanien; die spanische Krone war bereits seit 1621 mit einer Ständigen Gesandtschaft bei den Hansestädten vertreten.
Ebenfalls 1648 wurden die ersten hanseatischen Konsulate in Cádiz und Sanlúcar de Barrameda (dem Hafen von Sevilla) eröffnet. Später folgten dutzende weitere Konsulatseröffnungen in Süd- und Mittelamerika, Asien und anderen Orten Spaniens. Für die hanseatische Mission galt es für die nächsten 200 Jahre vor allem die bevorzugten Handelsbedingungen zu halten. Insbesondere Hamburg profitierte von dem Spanienhandel und zählte in der spanischsprachigen Welt bereits gegen Ende des 17. Jahrhunderts – neben London und Amsterdam – zu den größten Welthäfen. 1751 konnten die Hansestädte mit spanischer Unterstützung einen Friedensvertrag mit den Barbaresken abschließen.

## Missionschefs
Von 1796 bis 1837 wurden die Hansestädte am spanischen Hof durch den kaiserlichen (später k.k. österreichischen) Gesandten vertreten. Nach der Unabhängigkeit vieler lateinamerikanischen Länder wurde die Mission 1837 in ein Generalkonsulat herabgestuft.

### Hanseatische Gesandte in Madrid
1649: Aufnahme diplomatischer Beziehungen
| Jahre     | Name                                         | Lebensdaten    | Anmerkungen | Porträt |
| 1649–1697 | Walter Delbrügge                             |                | (auch Delbrüggen) Generalprokurator und bevollmächtigter Minister                                                          |         |
| 1697–1725 | Joseph Delbrügge                             | † 1732         | Agent und bevollmächtigter Minister, Sohn des Walter Delbrügge                                                             |         |
| 1725–1728 | Joseph de Lauro                              | † 1729         | Agent und bevollmächtigter Minister                                                                                        |         |
| 1729–1732 | Joseph Delbrügge (II. Amtszeit)              | † 1732         | Gesandter und bevollmächtigter Minister                                                                                    |         |
| 1732–1739 | Isidor (Isaac) del Grado                     | † 1739         | Gesandter und bevollmächtigter Minister                                                                                    |         |
| 1739–1762 | Antoine de Conti                             | † 1762         | Gesandter und bevollmächtigter Minister                                                                                    |         |
| 1764–1796 | Johan Frans van der Lepe                     | † 1803         | Gesandter und bevollmächtigter Minister                                                                                    |         |
| 1796–1806 | Carl Andreoli                                | † 1819         | Ministerresident, hauptamtl. habsburgischer Gesandtschaftssekretär                                                         |         |
| 1807–1809 | Wilhelm Ferdinand von Genotte                | * 1764         | Ministerresident, 1806 bis 1809 hauptamtl. k.k. österreichischer Gesandter in Spanien                                      |         |
| 1809–1814 |                                              |                | Unterbrechung der Beziehungen infolge des Spanischen Unabhängigkeitskrieges (Genotte zog sich 1809–1814 nach Cádiz zurück) |         |
| 1814–1817 | Wilhelm Ferdinand von Genotte (II. Amtszeit) |                | Ministerresident f. Hamburg und Bremen                                                                                     |         |
| 1817–1819 | Johann von Provost                           |                | Ministerresident, 1817 bis 1819 hauptamtl. k.k. österreichischer Gesandter in Spanien                                      |         |
| 1819–1823 | Lazar von Brunetti                           | * 1781; † 1847 | Ministerresident, 1819 bis 1834 hauptamtl. k.k. österreichischer Gesandter in Spanien                                      |         |
| 1823–1824 | Johann Frank von Negelsfürst                 |                | |         |
| 1824–1834 | Lazar von Brunetti (II. Amtszeit)            | * 1781; † 1847 | Ministerresident, 1819 bis 1834 hauptamtl. k.k. österreichischer Gesandter in Spanien                                      |         |
| 1834–1837 | Johann von Reymond                           |                | Ministerresident, 1834 bis 1836 hauptamtl. k.k. österreichischer Gesandter in Spanien                                      |         |

1837: Aufhebung der Minister-Residentur, ab 1871 diplomatische Vertretung durch das Deutsche Reich (siehe Liste der deutschen Botschafter in Spanien)

### Hanseatische Generalkonsuln in Madrid
- 1837–1842: Juan de Guardamino († 1842)
- 1842–1845: Ramón de Guardamino
- 1845–1861: Rafael de Guardamino
- 1861–1870: Ignaz Bauer (für Bremen ab 1853, für Lübeck ab 1856)

1870: Aufhebung des Generalkonsulats